# Гранд Жорас
Гранд Жорас (на френски: Les Grandes Jorasses) е връх в Алпите, в масива Монблан, висок 4208 м. Издига се на границата между Франция и Италия, източно от Монблан.

## Описание
Още от името се вижда, че този връх се състои от цяла редица издигнати скалисти точки, тъй като е в множествено число. Те са разположени на централното било между две „седловини", които са толкова високи, че могат да бъдат преминати само от алпинисти със специална екипировка: от север е седловината Ирондел, от юг - седловина, наречена като върха Гранд Жорас. Глациалната дейност през последната ледникова епоха е придала на върха изключително стръмен и заострен вид. Траверсът от първата до последната точка представлява шеметен тесен ръб, взел не една жертва. Не е случайно, че Северната стена на Гранд Жорас се счита за една от трите големи северни стени на Алпите.

## Връхни точки
Всички те са наименовани на личности, като се използва френската дума поант (pointe – острие, връх) или италианската пунта. Подредени от изток на запад, тоест започвайки от най-високата, те са:
- Уокър (4208 м) – наречена е на Хорас Уокър (1838 – 1908), английски алпинист, известен също с първото изкачване на връх Елбрус;
- Уимпър (4184 м) – по името на Едуард Уимпър (1840 – 1911), известният британец, който пръв покорява Матерхорн, вулкана Чимборасо в Южна Америка и др.;
- Кро (4110 м) – наречена на водача от Шамони Мишел Кро;
- Елена (4045 м) – на принцеса Елена Савойска, съпруга на Виторио-Емануеле ІІІ и последна кралица на Италия;
- Маргарита (4065 м) – на принцеса Маргарита Савойска, съпруга на крал Умберто I;
- Йънг (3996 м), наречена на друг известен катерач – Джефри Йънг.

## Изкачване
Първите изкачвания стават от юг. През 1865 г. британският катерач Едуард Уимпър и водачите Мишел Кро, Кристиян Алмер и Франц Бинер успяват да изкачат втората по височина връхна точка, 4184 м, наречена после Поант Уимпър.
Първото изкачване на самия връх, 4208 м, е дело на Хорас Уокър с трима водачи: Мелхиор Андерег, Йохан Яун и Жулиен Гранж на 30 юни 1868 г. Тези изкачвания стават по югозападната стена.
Първото изкачване на Поант Маргарита и Поант Елена е извършено през 1898 г. от Луиджи Амедео ди Савоя-Аоста, херцог Абруци, заедно с водачите Жозеф Петигакс, Лоран Кру, Сезар Олие и носача Феликс Олие. Херзогът ги кръщава в чест на леля си Маргарита и снаха си Елена. Първото изкачване на Поант Йънг е извършено през 1904 г. от Валънтайн Дж. Е. Райън (Valentine J.E. Ryan) с водачите Йозеф Лохматер и Франц Лохматер След това алпинистите насочват вниманието си към ръбовете. Ръбът Де-з-Ирондел, „който има чистотата на парабола“ (Гастон Ребюфа), бива победен едва през 1927 г. от италианците Матеода, Равели, Ривети и планинските водачи Адолф Рей и Алфонс Шено. Остава най-трудното – Северната стена.

## Северната стена
Тя е един от най-известните алпийски обекти в Европа, заедно със северните стени на Айгер и Матерхорн. Привлича стотици ентусиасти всяка година, някои от които неминуемо загиват. Висока е 1200 м и широка 1500 м. Върху нея са оформени няколко отвесни ребра, едно от които – реброто Уокър – се счита за класически маршрут за изкачване и стига до самия връх.
Истинските опити за изкачването ѝ започват от 1928 г. Прицелна точка е реброто Уокър. Най-бележитите алпинисти по онова време правят многобройни опити, има загинали; на 30 юли 1934 г. по стената са цели 4 свръзки, но безуспешно. През юни 1935 г. е преодоляно средното реброто, завършващо на Поант Кро, от германците Рудолф Петерс и Мартин Майер. Върхът на Гранд Жорас, Поант Уокър, остава недостижим до август 1938 г., когато италианците Рикардо Касин, Джино (Луджи) Еспозито и Уго Тицони успяват да изкачат Северната стена по този пряк път (Via Cassin) – „най-красивото изкачване в целите Алпи“, по думите на Гастон Ребюфа.
Реброто Уимпър е преминато едва през 1964 г. от Валтер Бонати и Мишел Воше (Via Bonatti-Vaucher).
В зимни условия първото изкачване на Северната стена е направено през 1963 г. по ръба Уокър от Валтер Бонати с партньор Козимо Цапели: от 25 до 30 януари с пет тежки бивака при температура -30° и силен вятър, преминал накрая в буря със снеговалеж. Няколко дена по-късно при също така драматични обстоятелства стената е премината и от французите Рене Демезон и Жак Баткен.
Първото соло изкачване е направено на 8 юли 1968 г. от Алесандро Гоня.
Първото дамско зимно соло е през януари 1993 г. – Катрин Дестивел.
През 2018 г. швейцарецът Дани Арнолд поставя рекорд, като се изкачва за 2 часа и 4 минути.
Българско изкачване по Северната стена на Гранд Жорас е осъществено за пръв път през 1967 г. от Христо Проданов и Атанас Кованджиев (по реброто Уокър). Първото зимно българско изкачване е на 13 март 1990 г. от Красимир Щерев и Илиян Кинов също по реброто Уокър. През септември 1990 г. българският алпинист Тодор Ангелов загива на слизане от върха, след изкачване на Северната стена. През 2019 г. Станислав Атанасов и Благовест Цолов изкачват върха също по реброто Уокър, тур Касин, за 48 часа от Шамони до Kурмайор, а през 2023 г. Благовест Цолов и Алеко Държиков изкачват стената по маршрута Пти Макинтайър (Petit McIntire); така Благовест Цолов става единственият българин, които има два изкачени тура по Северната стена на Гранд Жорас.

## Заслони
Край върха има пет заслона за алпинистите – четири от италианската страна и един от френската. Най-високият, „Еторе Канцио“, е на височина 3825 м, най-големият е „Бокалате-Пиолти“ с 30 легла.

## Галерия
- Маршрути по Северната стена
- Източната стена
- Западната стена
- Бивакът „Еторе Канцио“
- Върхът откъм долината на река Дора ди Фере